# Олім Курбанов
Олім Курбанов (21 червня 1998) — таджицький плавець.
Учасник Олімпійських Ігор 2016 року. Учасник Олімпійських Ігор 2020 року, де в попередніх запливах на дистанції 50 метрів вільним стилем посів 60-те місце і не потрапив до півфіналів.